# Cameron Mainwaring
Cameron Mainwaring (St. George (Utah), ...) è un attore e imprenditore statunitense.
È noto per il ruolo di Scott, protagonista bambino, nella saga di Clubhouse Detectives diretta dal regista Eric Hendershot.
È un esperto di strategia virtuale, dove dal 2012 è entrato nella Forbes 30 Under 30. Ha sviluppato strategie di successo per marchi come: DreamWorks, Sony, Pepsi, Cristiano Ronaldo e molti altri. 

## Filmografia

### Cinema
- Down and Derby, regia di Eric Hendershot (2005)

### Televisione
- Clubhouse Detectives - L'amica reale (Clubhouse Detectives in Search of a Lost Princess), regia di Eric Hendershot (2002)
- Clubhouse Detectives - Scacco al club (Clubhouse Detectives in Big Trouble), regia di Eric Hendershot (2002)
- Clubhouse Detectives - Museo per signora (Clubhouse Detectives in Scavenger Hunt), regia di Eric Hendershot (2003)